# Idarga
Idarga es una parroquia y un lugar del concejo español de Salas, en la comunidad autónoma de Asturias.

## Geografía
Ocupa una extensión de 11,32 km².

## Historia
Hacia mediados del siglo XIX, la parroquia ya pertenecía al municipio de Salas. Aparece descrita en el noveno volumen del Diccionario geográfico-estadístico-histórico de España y sus posesiones de Ultramar de Pascual Madoz con las siguientes palabras:

IDARGA (Sta. Maria Magdalena): felig. en la prov. y dióc. de Oviedo (7 leg.), part. jud. de Belmonte (2 1/2), ayunt. de Salas (1/2): sit. á la izq. del r. Narcea, con libre ventilacion y clima sano, pues no se padecen mas enfermedades comunes que fiebres catarrales. La igl. parr. (Sta. Maria Magdalena), es aneja de la de San Pedro de Soto de los Infantes, en cuyo térm. se halla enclavada. El terreno es quebrado, montuoso y abundante de árboles de varias clases que proporcionan madera para construccion y leña para combustible. prod.: trigo, escanda, maiz, mijo, castanas, patatas y pastos: se cria ganado vacuno, caballar, de cerda, lanar y cabrío; hay caza de perdices, y pesca de salmones, truchas y anguilas. pobl.: con la matriz (V.).
(Madoz, 1847, p. 383)

## Geografía humana

### Organización territorial
La entidad colectiva de población de Idarga está compuesta por las siguientes entidades singulares:
- La Bouga
- Buspol
- Cueva
- La Curriquera (La Corriquera)[1]
- Idarga

### Demografía
En 2023, la entidad colectiva de población de Idarga tenía empadronados 85 habitantes, mientras que la entidad singular de población de ese nombre tenía 16, todos ellos en diseminado.

## Patrimonio
Su templo parroquial está dedicado a La Magdalena.